# Рибниця
Рибни́ця (рос. Рыбница; рум. Rîbnița; їд. ריבניץ; пол. Rybnica) — місто у Молдові (фактично входить до складу самопроголошеної Придністровської Молдавської Республіки), розташоване на Поділлі (на лівому березі Дністра — українсько-румунському етнічному прикордонні)
До революції 1917—1918 — містечко Балтського повіту Подільської губернії. Від 1938 — місто.
 Османська імперія (1672—1699 рр.)

 Річ Посполита (1699—1793 рр.)

 Російська імперія (1793—1917 рр.)

 Російська республіка (1917 рр.)

 Українська Народна Республіка (1917—1919 рр.)

 Українська Радянська Соціалістична Республіка (1919—1924 рр.)

 Молдавська Автономна Радянська Соціалістична Республіка (1924—1940 рр.)

 Молдавська Радянська Соціалістична Республіка 1940—1941 (рр.)

 Трансністрія 1941—1944 (рр.) 

 Молдавська Радянська Соціалістична Республіка (1944—1991 рр.)

## Історія

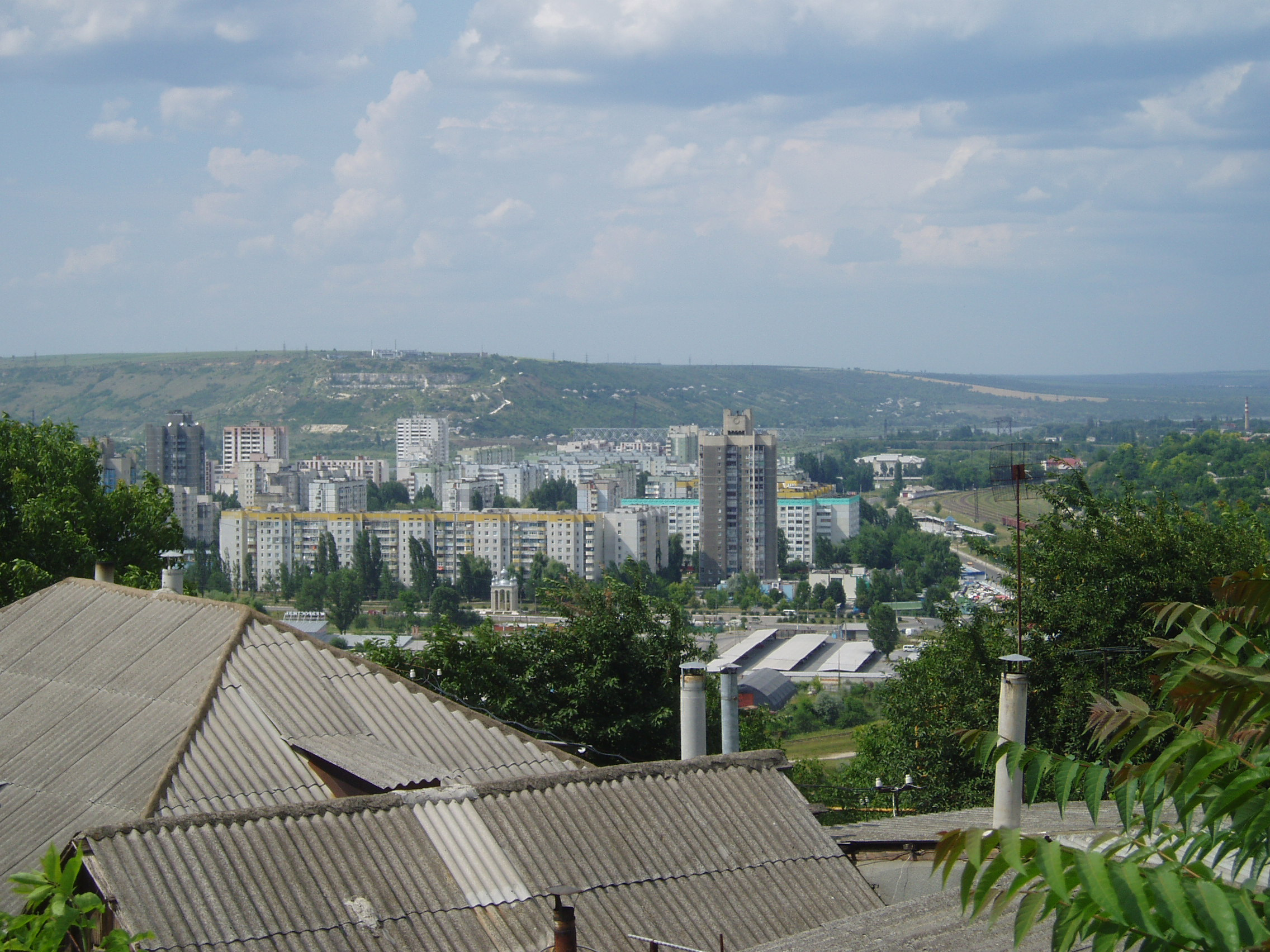
Рибниця

У 1603 році поселення Рибниця вперше згадане в документах володінь князів Острозьких (та позначене на мапі Королівства Польського і Великого князівства Литовського). У 1793 році ця територія в результаті другого поділу Речі Посполитої була приєднана до Російської імперії, а з 1797 року Рибниця увійшла до складу Молокішської волості, Балтського повіту, Подільської губернії. У 1793 р. в Рибниці налічувалося 74 двори, в 1808 р. — 201 двір. 
Починаючи із середини XIX ст. в Рибниці почали будуватися промислові підприємства, а наприкінці століття на річці Дністрі почало розвиватися судноплавство — були обладнані пристані і поромні переправи в Рибниці, Білочі, Сарацеї, Попенки, Михайлівці, які сприяли розвитку ярмаркової торгівлі. У 1898 р. був побудований цукрово-спиртовий комбінат. У 1892—1894 роки було побудовано залізничну лінію Слобідка-Новоселиця, яка проходила через Рибницю. Також у ці часи побудувалися приватні підприємства з переробки сільськогосподарських продуктів. Були споруджені парові млини, пекарня, печі з випалювання вапна, цегельний завод. Почала діяли міністерська школа, школа грамоти для дівчаток, побудовано двокласне училище, відкрита лікарня на 5 ліжок і 2 аптеки.
У 1924 році Рибниця стала селищем міського типу і районним центром Молдавської АРСР. Почала діяти електростанція. У 1928—1929 рр. відкрито вечірній робітничий факультет від Київського гірничого інституту. Збудовано лікарню на 60 ліжок. У смт почали діяли 5 шкіл, дитячих садків, кінотеатр на 400 місць, кілька бібліотек. 20 жовтня 1938 року указом Президії ВР УРСР Рибниці присвоєно статус міста (з виключенням із міської смуги населених пунктів Шмилене, Піколо, Бузьки, радгоспів Ульма та Мала Ульма).
У 1934 році на березі Дністра в Рибниці був побудований і пущений в експлуатацію виноробний завод. У 1930 р. в Рибниці був побудований маслозавод. З 1951 р. підприємство отримало назву «Рибницький завод масла і сухого молока тресту». У 1951 році була проведена реконструкція, побудована котельна і компресорний цех — перший в Молдавії на той час із виробництва сухого молока. З 2003 р. Рибницький молочний комбінат змінює форму власності і стає ВАТ «Рибницький молочний комбінат». На сьогодні комбінат не працює.
5 серпня 1941 року Рибниця була окупована румуно-німецькими військами і опинилася під контролем губернаторства Трансністрія. 17 березня 1944 року нацисти розстріляли майже 400 радянських полонених у Рибниці. 30 березня 1944 року частинами 41-ї гвардійської стрілецької дивізії під командуванням генерал-майора Цвєткова К. М. місто було окуповане знову радянськими військами.
У 1946 році на базі машинобудівного заводу було засновано ЗАТ «Рибницький насосний завод». Підприємством вироблялося високоякісне обладнання для водоканалізаційного та комунального господарства. У 2005 році основний пакет акцій ЗАТ «РНЗ», згідно з умовами договору купівлі-продажу, був переданий СТОВ «Агроексім». Але інвестиційна програма себе не виправдала і підприємство станом на сьогодні фактично не працює.
У 1961 році введено в експлуатацію Рибницький цементний комбінат, понад півстоліття діяльності якого з виробництва будівельних матеріалів дало змогу звести сотні житлових будинків, підприємств, установ.
У 2008 році Рибницький вино-коньячний комбінат «Рашків» увійшов до складу ЗАТ ТВКЗ «KVINT» в якості Рибницького виробництва.

## Населення
- 1923 — 5640[6] (5926[7]) мешканців.
- 1926 — 5821 (9371)
- 1939 — 11 453
- 1959 — 18 649
- 1970 — 32 266
- 1979 — 41 795
- 1989 — 61 352
- 2004 — 53 648
- 2009 — 50 752
- 2014 — 47 949

Етнічний склад (1926): 38,1 % євреїв, 33,8 % українців, 16,6 % молдаван, 5,7 % поляків, 4,7 % росіян.
Етнічний склад (2004): 46,4 % українців, 21,9 % росіян, 21,0 % молдаван, 0,9 % поляків.

## Економіка
Найбільший і єдиний в регіоні металургійний завод, а також річкова пристань, харчова (цукроварня, спиртовий і маслоробний заводи), будівельна (заводи: цементний і залізобетонних виробів).

### Міста-побратими
|         | Країна  | Місто         | Герб міста |
| ------- | ------- | ------------- | ---------- |
| Росія   | Росія   | Дмитров       |            |
| Україна | Україна | Гола Пристань |            |

## Українці Рибниці
Місто Рибниця є єдиним з великих міст Придністров'я, де кількість українців переважає над іншими національностями. До Другої світової війни більшість у місті мали євреї, але гітлерівські репресії та еміграція в Ізраїль в часи пізнього СРСР значно скоротили єврейське населення Рибниці. Українське населення міста також постраждало під час німецько-румунської окупації — у травні-червні 1943 р. близько 3 000 місцевих українців було примусово виселене під Очаків. Тим не менш, згідно з останнім переписом населення 2004 р., українці в місті мають 46,4 % проти 21,9 % росіян і 21 % молдаван.
Так само і Рибницький район є єдиним районом Придністров'я, де переважає українське населення — 45,4 % українців проти 29,8 % молдаван і 17,2 % росіян. Українці складають абсолютну більшість у 27 населених пунктах району (див. Населення Придністровської Молдавської Республіки).
В Рибниці видається газета української громади Придністров'я — «Гомін».

## Галерея

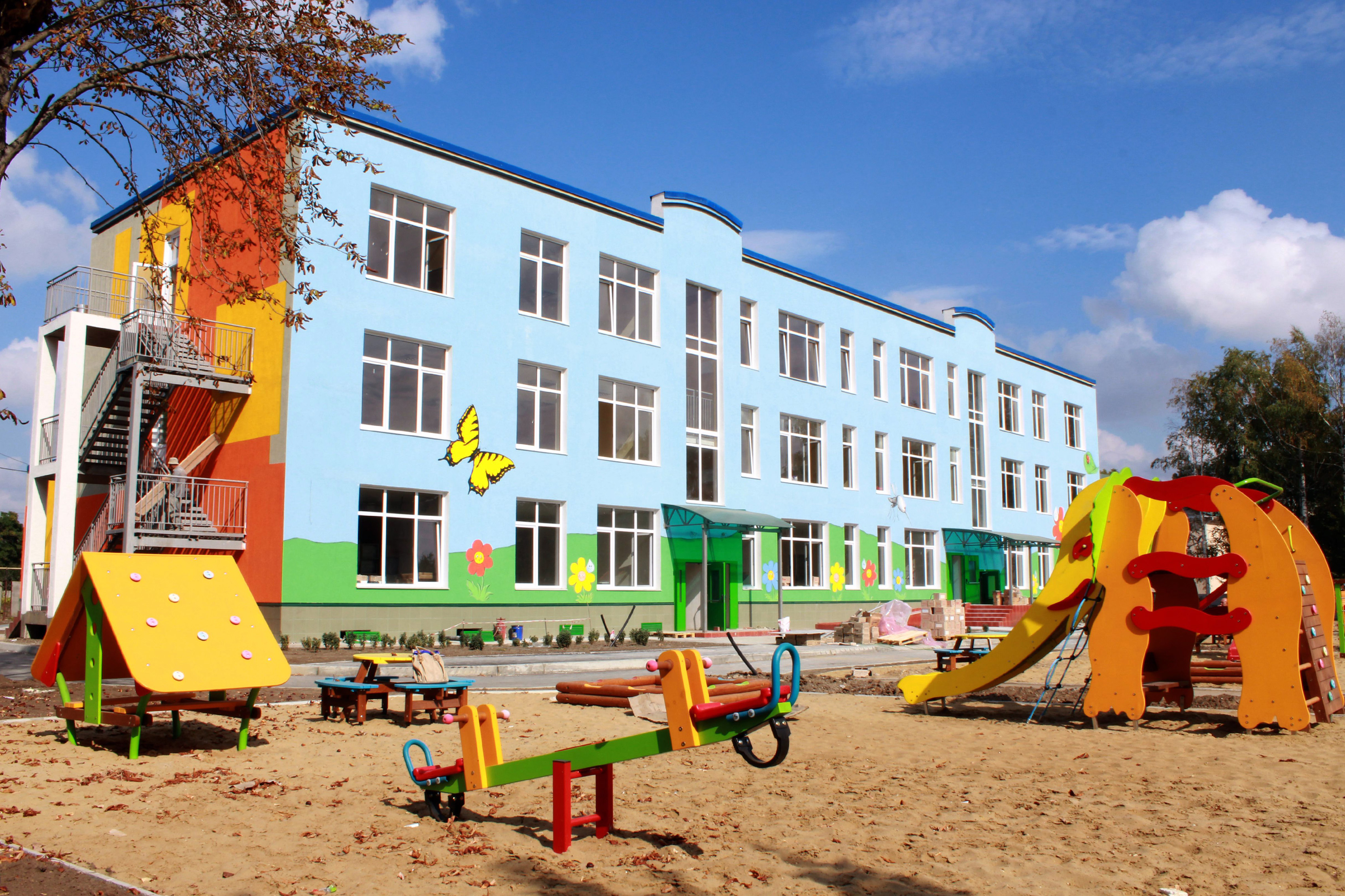
Дитячий садок № 6 у 2015 році

## Відомі особистості
В поселенні народилися:
- Сергій Добровольський (1910—1942) — український композитор.
- Іцхак Іцхакі (1902—1955) — ізраїльський політичний діяч.
- Василь Корнійчук (1901—1981) — радянський вчений в області агрохімії і ампелопедології[10].
- Ілля Секулер (нар. 1932) — раціоналізатор сільгоспвиробництва, науковець, педагог, поет.